# Пайер (гора)
Па́йер — самая высокая вершина Полярного Урала, расположенная в Ямало-Ненецком автономном округе. Является также наивысшей точкой ЯНАО.
Представляет собой горный массив, в составе которого можно выделить три вершины:
- Западный (Южный) Пайер, высота 1330 м;
- Пайер, резкое скальное поднятие с плоской вершиной, высота — 1472 м[источник не указан 1215 дней];
- Восточный Пайер, высота — 1217 м.

Относительный перепад высот составляет 600—750 м.
Сложена кварцитами, сланцами и изверженными породами. Имеются снежники.
Название ненецкого происхождения, означает «Камень-Хозяин», «Хозяин Урала», «Владыка гор» (пэ — «камень», ерв — «хозяин»).